# 蒙托克角燈塔
蒙托克角燈塔（英語：Montauk Point Light）是位於長島最東端的蒙托克角州立公園附近的一座燈塔，位於纽约州薩福克縣東漢普頓鎮的一個叫蒙托克的小村莊中。該燈塔是在紐約州內建造的第一座燈塔，並且是美國獨立後建造的第一個公共工程項目。它是美國第四古老的仍在使用的燈塔。它在2012年列入國家史蹟名錄中，由於其對聯邦早期的紐約和國際航運的重要意義，它後被列為國家歷史地標。
該燈塔位於長島最東端蒙托克高速公路附近的龜山（Turtle Hill）上，是一家私人博物館，不屬於蒙托克角州立公園。 進入燈塔的費用為：成人10美元，老年人8美元，兒童5美元。

## 圖集

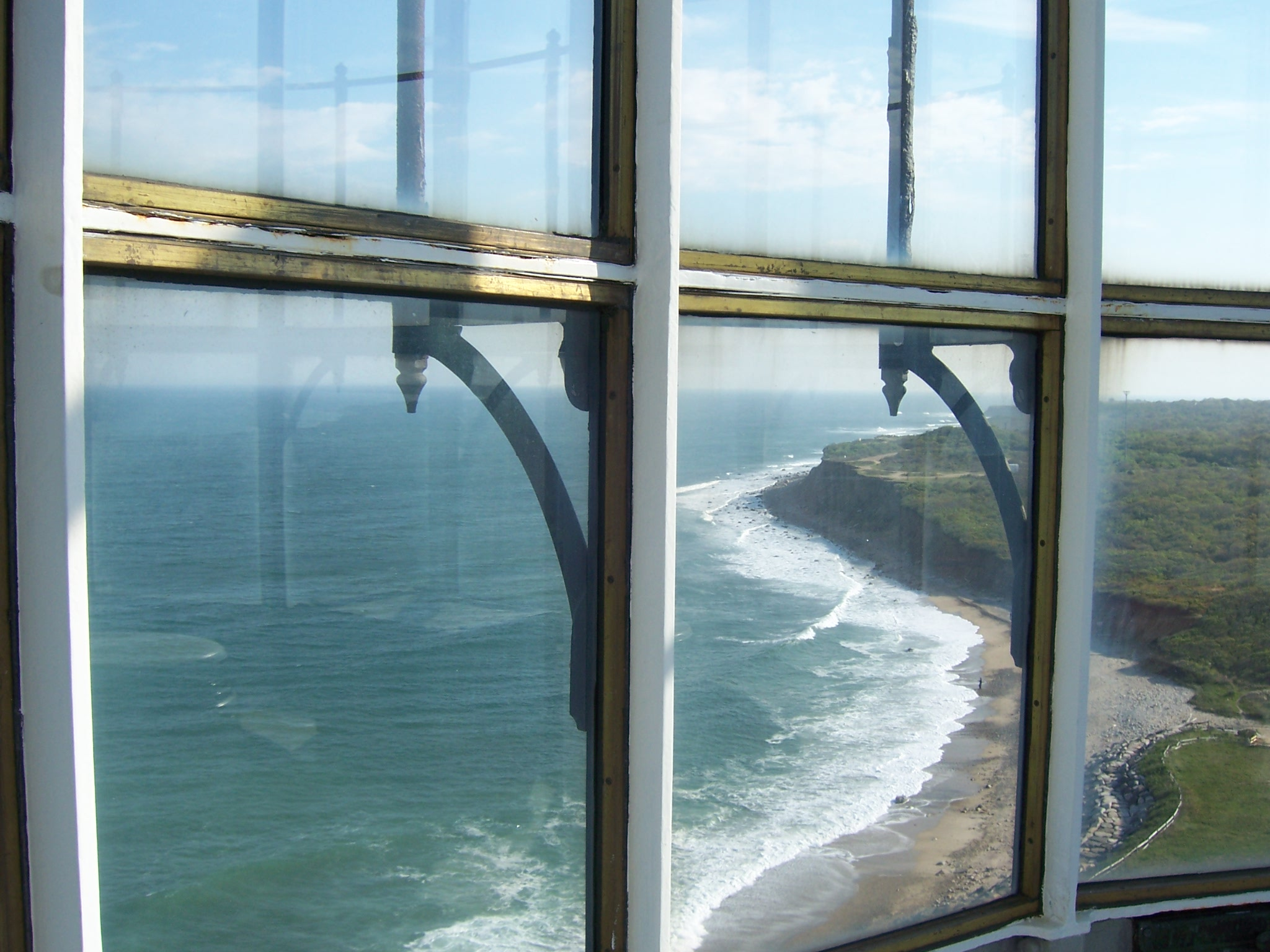
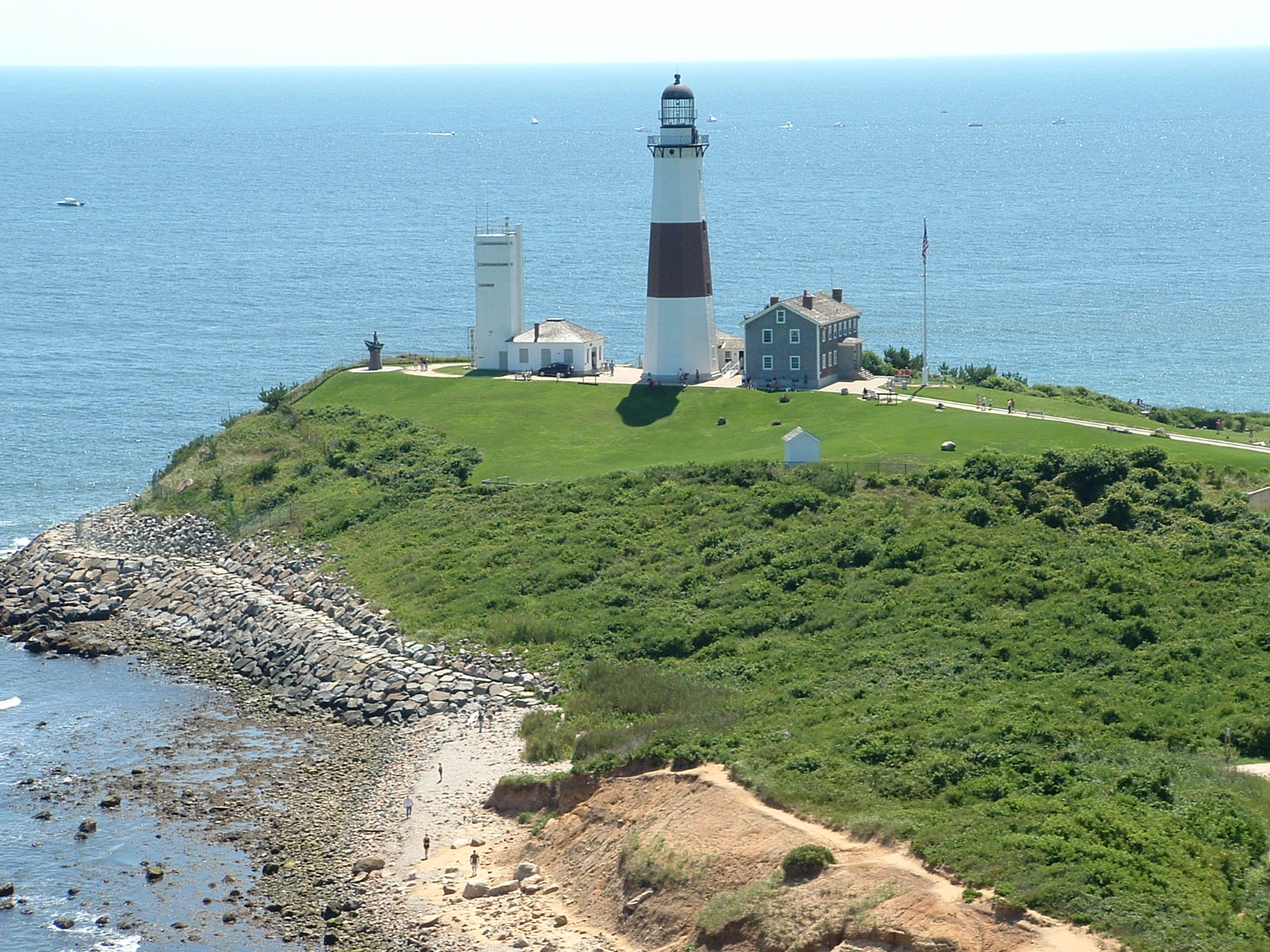
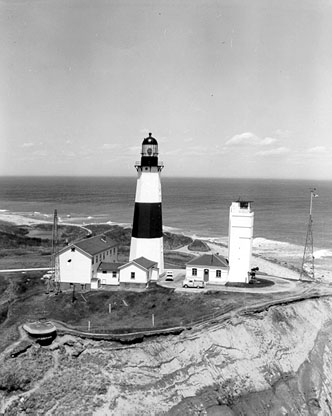
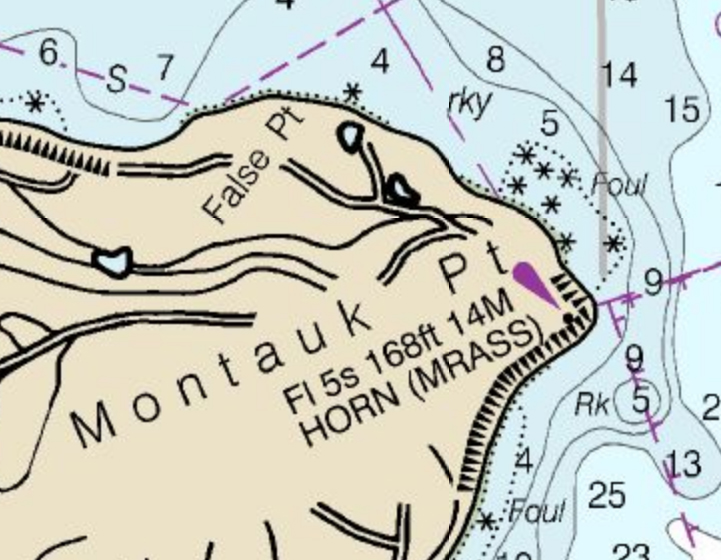

## 外部連結
- The Official Montauk Point Lighthouse Web Site （页面存档备份，存于）
- National Park Service List of New York Lighthouses （页面存档备份，存于）
- New York State Parks: Montauk Point State Park （页面存档备份，存于）